# Meillerwagen

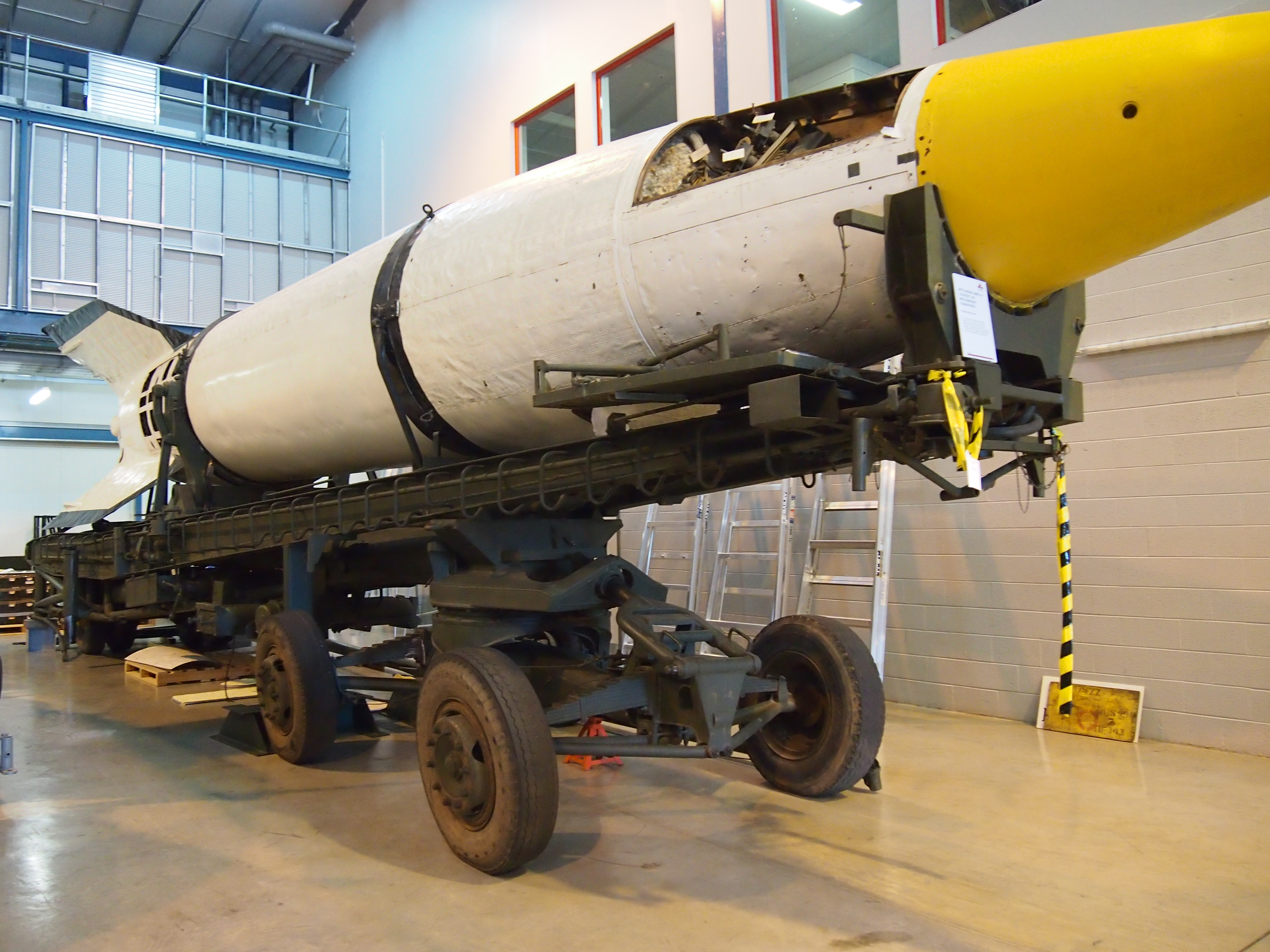
Ракета V-2 и Meillerwagen

Meillerwagen — немецкая мобильная ракетная установка времён Второй мировой войны. Ракетная установка предназначалась для транспортировки и запуска баллистических ракет Фау-2 и Рейнботе. Также служила транспортным средством во время дозаправки и подготовки к взлету.
Неофициальное название Meillerwagen часто использовалось в официальных документах и относится к поставщику запчастей для прицепа, Meiller-Kipper GmbH из Мюнхена (основан в 1850 году). Армейский исследовательский центр Пенемюнде разработал Meillerwagen, а компания Gollnow & Son собирала Meillerwagen из поставляемых компонентов. Meillerwagen собиралась итальянскими и русскими узниками лагеря Ребстока. Meillerwagen представлял собой транспортное средство с несколькими проводниками в пусковой батарее V-2, в которую входило 8-тонное средство управления запуском. Запуск V-2 с мобильного оборудования изучался под кодовым названием Regenwurm («Земляной червь») для замены бункеров, таких как бункер Ваттен.